# Nikon D610
Nikon D610 là máy ảnh DSLR full-frame được Nikon công bố vào ngày 8 tháng 10 năm 2013. Đây là phiên bản cải tiến của chiếc Nikon D600, với bộ phận cửa trập mới hỗ trợ chế độ chụp yên tĩnh ở 3 khung hình / giây và cải thiện chế độ chụp liên tục bình thường ở tốc độ 6 khung hình / giây, cũng như cải thiện cân bằng trắng. D610 được ra đời để thay thế cho D600 tiền nhiệm được cho là có vấn đề về bộ phận cửa trập.